# Yi Yi
Yi Yi es una película taiwanesa del año 2000 escrita y dirigida por Edward Yang, sobre las dificultades emocionales de un padre taiwanés y sus hijos en Taipéi. El título juega con el doble sentido de la escritura china, pudiendo significar "un uno" o "dos" (二).
La cinta recibió el Premio del Festival al mejor director en el Festival de Cannes de 2000, donde también se estrenó. La película recibió la aclamación universal de la crítica y es considerada como una de las mejores películas del siglo XXI.

## Sinopsis
Yi Yi una historia épica sobre la familia Jian, de Taipéi, vista desde tres perspectivas diferentes: la del padre de mediana edad NJ (Nien-Jen Wu), la del joven hijo Yang-Yang (Jonathan Chang), y la de la hija adolescente, Ting-Ting (Kelly Lee). La cinta, de tres horas de duración, comienza con un matrimonio, concluye con un funeral, y examina áreas de la vida humana entre esos extremos. 
El padre, NJ, está insatisfecho con su trabajo y accede al deseo de sus socios de hacer un trato con una conocida compañía japonesa de videojuegos. Su hijo menor problemático en la escuela, y su hija tiene que manejar un triángulo amoroso con su mejor amiga y su novio. Los tres tienen que hacer frente también a la suegra de NJ, que está en coma, y la ausencia de su esposa, quien se encuentra en un retiro debido a una crisis existencial de la edad adulta.

## Reparto
- Wu Nien-jen como NJ
- Elaine Jin como Min-Min
- Kelly Lee como Ting-Ting
- Jonathan Chang como Yang-Yang
- Issey Ogata como el Sr. Ota
- Chen Hsi-Sheng como A-Di
- Su-Yun Ko como Sherry
- Chang Yu Pang como Fatty

## Producción
La filmación de la cinta comenzó el 8 de abril de 1999 y duró hasta el 21 de agosto. Hasta entonces el guion de Yang contemplaba que los hijos de NJ tuvieran diez y quince años, pero luego encontró a Jonathan Chang y Kelly Lee que, al comenzar el rodaje, tenían ocho y trece años. Yang hizo enmiendas al guion en consecuencia.

## Recepción
Tras su debut en el Festival de Cannes de 2000, Yi Yi ha obtenido una serie de premios de festivales internacionales. Yi Yi le valió al director Edward Yang el premio al Mejor Director en Cannes en 2000 y fue nominado a la Palma de Oro ese mismo año. Yi Yi también ganó el premio Netpac del Festival Internacional de Cine de Karlovy Vary («por la representación perceptiva y sensible de una generación y brecha cultural en Taiwán y las dolorosas decisiones que se deben tomarse en tiempos difíciles»), el premio humanitario Chief Dan George del Festival Internacional de Cine de Vancouver y empató con Topsy-Turvy para ganar el Premio del Jurado Panorama del Festival de Cine de Sarajevo 2000.
Fue nombrada una de las mejores películas de 2001 por muchas publicaciones y críticos destacados, incluidos The New York Times, Newsweek, USA Today, The Village Voice, Film Comment, Chicago Reader y la autora Susan Sontag, entre otros. Específicamente, Yi Yi fue nombrada «Mejor película del año» por los siguientes críticos y escritores cinematográficos: A.O. Scott de The New York Times, Susan Sontag escribiendo para Artforum, Michael Atkinson de The Village Voice, Steven Rosen de The Denver Post, John Anderson, Jan Stuart y Gene Seymour escriben para Newsday, y Stephen Garrett y Nicole Keeter de Time Out New York.
En 2012, Yi Yi fue votada por la encuesta de críticos de Sight & Sound como la tercera película mejor calificada del siglo XXI, donde recibió veinte votos. El sitio de agregación They Shoot Pictures, Don't They también la nombra como la tercera película más aclamada del siglo XXI entre la crítica. Fue clasificada como la octava película más importante del siglo XXI en una encuesta de la BBC de 2016. En 2019, The Guardian clasificó a Yi Yi en el puesto 26 en su lista «Las 100 mejores películas del siglo XXI».

### Premios
Círculo de críticos de cine de Nueva York
| Categoría                           | Resultado |
| ----------------------------------- | --------- |
| Mejor película en lengua extranjera | Ganadora  |